# 台湾稻槎草
台湾稻槎草（学名：Lapsanastrum takasei）为菊科稻槎菜属下的一个种。又名台湾稻槎菜。

## 分布
本物種僅分布於台灣。

## 同物異名
- Lactuca takasei  Sasaki; Trans.Nat.Hist.Soc.Formosa, 21: 224 (1931)
- Lapsana takasei (Sasaki) Kitam.; Acta Phytotax. & Geobot., 3: 100 (1934)

## 扩展阅读
- 維基物種上的相關：台湾稻槎草